# Steve Rodby
Steve Rodby (født 9. december 1954 i Joliet, Illinois) er en amerikansk bassist.
Rodby er kendt som Pat Methenys bassist. Han har også spillet med Lyle Mays, Paul McCandless, Danny Gottlieb og Paul Wertico.
Han er inspireret af Rufus Reid og spiller både kontrabas og elbas.